# Planetary Resources
Planetary Resources, Inc. (auparavant Arkyd Astronautics) est une entreprise américaine du secteur spatial créée en novembre 2010 et réorganisée en 2012. Elle a pour objectif de développer des séries de satellites à coût réduit permettant d'identifier les astéroïdes accessibles et riches en ressources minières (métaux, glace d'eau), de développer les techniques d'exploitation minière dans l'espace et à très long terme de réaliser l'exploitation minière des astéroïdes.
La compagnie est financée par Larry Page, Eric Schmidt et James Cameron. La start-up Planetary Resources comptait parmi ses actionnaires le Luxembourg, détenteur de 10 % des parts. La Société Nationale de Crédit et d'Investissement (SNCI) avait investi un peu plus de 12 millions d'euros, mais depuis sa création, l'entreprise était dans le rouge et ne créait pas d'emplois. Une autre société américaine, ConsensSys, a racheté les parts luxembourgeoises en novembre 2018 et a décidé de réorienter l'activité vers un milieu plus lucratif, l'observation de la Terre depuis l'orbite basse.

## Credo
Le credo de la société est que près de 1 500 astéroïdes sont aussi facilement accessibles que la surface de la Lune et sont placés sur des orbites proches de la Terre. Ces astéroïdes sont très riches en ressources rares comme l'eau et le platine. L'exploitation de ces ressources quasi infinies doit permettre d’accroître la prospérité de l'humanité et faciliter l'établissement et le maintien de l'homme dans l'espace.
La crédibilité d'une telle démarche est contestée par certains scientifiques qui ne comprennent pas comment on pourrait exploiter les ressources minières des astéroïdes à des coûts compétitifs même pour des métaux coûteux comme l'or et le platine. À titre d'exemple la NASA prévoit de dépenser 1 milliard de dollars US dans la mission OSIRIS-REx dont l'objectif principal est de ramener sur Terre un échantillon de 60 grammes prélevé sur un astéroïde.

## Objectifs
Planetary Resources a pour objectif initial de développer plusieurs séries de satellites chargés de découvrir puis de caractériser des astéroïdes pour sélectionner ceux qui disposent de gisements (glace d'eau, métaux) intéressants. Cette phase de prospection doit s'étaler sur une dizaine d'années. En parallèle la société se donne comme objectif à moyen/long terme de mettre au point les techniques permettant d'extraire et de traiter les gisements découverts. La société souhaite également développer les techniques permettant de modifier l'orbite des petits astéroïdes. Une des premières applications de ces travaux pourrait être la constitution de dépôts de carburant en orbite pour les missions spatiales en orbite haute ou interplanétaires.

## Projets

### Le nano-satellite LEO
Le seul projet en cours est le développement d'un nano-satellite « Arkyd Series 100 » (ou LEO) de 11 kg dont une maquette a été présentée en avril 2013. Ce satellite qui doit être produit en série est doté d'un télescope avec une résolution optique d'une seconde d'arc. Il est conçu pour identifier les astéroïdes géocroiseurs mais également pour prendre des images de l'espace et de la Terre. L'objectif est de mettre à disposition de personnes ou de sociétés privées un système à faible cout doté de ces capacités inédites. Planetary Resources prévoit de placer en orbite une série d'engins de ce type. Une maquette du satellite est présentée le 21 janvier 2013. Un satellite de type CubeSat baptisé « Arkyd-3 » est créé pour tester les instruments du futur satellite LEO. La compagnie a levé 1,5 million de dollars nécessaires au projet à travers le système de collecte de fonds par internet Kickstarter.
Le prototype « Arkyd-3 »
Pour tester le nano-satellite LEO, un prototype « Arkyd-3 », ou « A3 », est conçu. La première tentative de lancement échoue le 28 octobre 2014 lors de l'explosion du lanceur Antares. Une deuxième tentative de lancement du A3, renommé A3R pour « Arkyd 3 Reflight », a lieu le 14 avril 2015 avec un vol du cargo SpaceX Dragon vers la Station spatiale internationale. Cette tentative réussit, et après avoir passé trois mois accroché à la Station spatiale internationale, le satellite A3R est mis en orbite avec succès le 16 juillet 2015.

### Projets à plus long terme

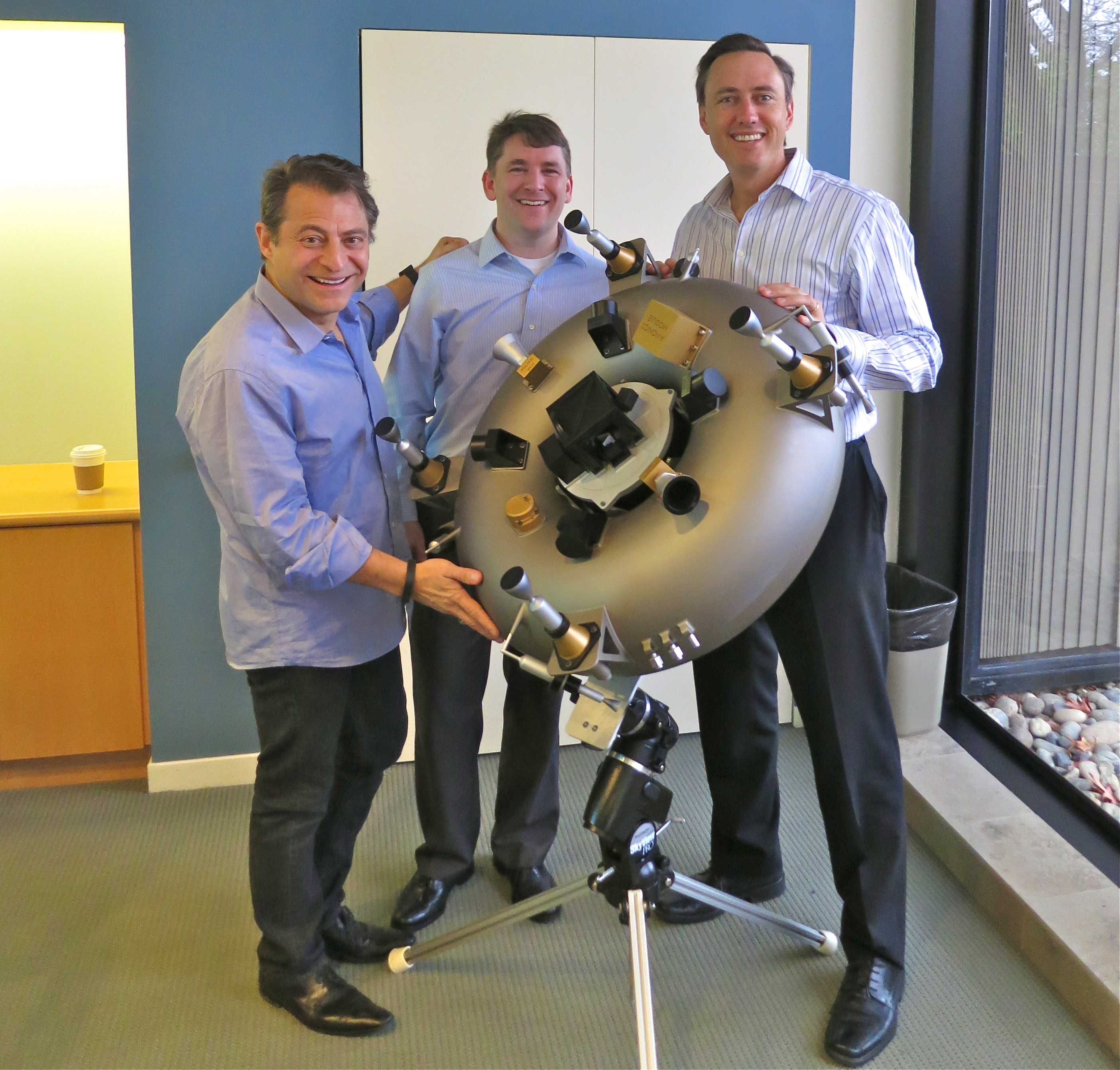
Dévoilement d'un satellite imprimé en 3D de Planetary Resources en février 2014 (de type Arkyd-300). Le tore contient les ergols et constitue la structure du satellite. De gauche à droite : Peter Diamandis, Chris Lewicki et.

Le développement de deux autres types de satellites est planifié :
Arkyd 200 (intercepteur)
Contrairement à LEO qui reste en orbite terrestre basse l'Arkyd 200 a la capacité de se placer sur la trajectoire d'un astéroïde passant de 10 à 30 fois la distance Terre-Lune. Il dispose d'une suite d'instruments capables de déterminer les caractéristiques physiques de l'astéroïde.
Arkyd 300 (prospecteur avec rendez-vous)
L'Arkyd 300 dispose d'un système de propulsion plus puissant que l'Arkyd 200 qui lui permet de s'enfoncer jusqu'à mi-distance de la Terre et du Soleil. Ce type de satellite dispose d'instruments lui permettant d'obtenir des informations plus précises sur l'astéroïde telles que la taille, la forme, la vitesse de rotation et la densité. Il doit permettre de déterminer les éléments chimiques présents en surface et dans le sous-sol proche.
D'autres types de satellites doivent être mis au point à plus long terme pour réaliser l'extraction et la transformation de produits miniers.